# Hoshi no koe
Hoshi no koe (ほしのこえ "En stjärnas röst"?) (engelska: Voices of a Distant Star) är en japansk anime-OVA från 2002. Den regisserades av Makoto Shinkai och var hans första större verk (undantaget ett par kortfilmer). Handlingen kretsar kring ett tonårigt par som kommunicerar över interstellära avstånd genom att skicka SMS till varandra med sina mobiltelefoner. Filmen har visats i Japan av satellitkanalen Animax.

## Handling
Högstadieeleven Mikako Nagamine anmäler sig som frivillig till Förenta Nationernas rymdarmada i kriget mot ett släkte av utomjordingar, kallade "Tarsians" ("tarsianer") efter Tharsis, regionen på Mars där de upptäcktes. Som soldat med särskild utbildning tilldelas Mikako en gigantisk mecha och placeras i en stridsskvadron på arméns flaggskepp Lysithea.
När Lysithea lämnar jorden med Mikako ombord för att leta efter tarsianer, lämnas hennes nära vän Noboru Terao kvar. Paret fortsätter att kommunicera över interplanetära och senare interstellära avstånd via textmeddelanden i sina mobiltelefoner. Då Lysithea reser djupare in i världsrymden tar meddelandena längre och längre tid för att nå fram, och tidsskillnaden i deras korrespondens sträcker sig till sist över flera år.
Hoshi no koe börjar in medias res år 2047. Mikako är uppenbarligen ensam i en spöklikt tom stad och försöker ta kontakt med andra genom sin mobiltelefon. Sedan säger hon, i ett tomt klassrum, "Noboru? Jag tar mig hem, OK?", en retorisk fråga som besvaras med ljudet av en upptagen telefon. Då vaknar hon och ser att hon är i sin mecha i omloppsbana kring en främmande gasjätte, och tar kurs mot en annan planet i bakgrunden, den fiktiva världen Agartha i stjärnsystemet Sirius.

### Tolkning
Slutet kan tolkas som att Mikako inte kommer att återvända från rymden, då resterna av hennes flotta om de hade kunnat redan skulle ha återvänt till jorden vid den tidpunkt då Noboru får hennes meddelande åtta år senare. I tidningar liggande i Noborus lägenhet och allmänna meddelanden till Lysitheas besättning själv sägs att flottans system för navigation mellan planeter och stjärnsystem var skadat och därför inte kunde hitta vägen tillbaka till jorden.
Det är möjligt att Noboru och Mikako till sist återförenades i rymden, då Noboru i slutet av filmen bestämmer sig för att bli medlem av militären och följa med den andra flottan som kommer att sändas till Sirius för att rädda de överlevande. Men informationen som sänds till jorden från Lysithea lider av samma fördröjning på åtta år som Mikakos meddelanden, så det är okänt om de överlevande fortfarande ens är vid liv.

## Produktion och distribution
Hoshi no koes handling baseras löst på Joe Haldemans science fiction-novell The Forever War från 1975. Filmen skrevs, regisserades och producerades av Shinkai på hans Macintosh-dator. Röstskådespelarna är han själv och hans fästmö, men till DVD-versionen skapades ett andra ljudspår med professionella röstskådespelare. Shinkais vän Tenmon, som tidigare hade arbetat på samma spelföretag, skrev och producerade musiken. Shinkai och Tenmon hade tidigare arbetat tillsammans på Kanojo no kanojo no neko (engelska: She and Her Cat) och kom senare att åter sammanstråla på 2004 års Kumo no mukō, yakusoku no basho (engelska: The Place Promised in Our Early Days). Hoshi no koe representerar delvis Shinkais och hans familjs "långdistansrelation", då Shinkai tillbringade den största delen av sin tid i studion och endast hade kontakt med dem via textmeddelanden.
I juli 2002 meddelade ADV Films att de hade licensierat Hoshi no koe för distribution i USA och planerade att släppa den trettio minuter långa filmen under namnet Voices of a Distant Star. DVD:n gavs ut lagom till Project A-Kon-festivalen i Dallas, Texas, i maj 2003, och innehöll då även Shinkais tidigare kortfilm Kanojo no kanojo no neko.
Filmen finns inte i officiell översättning till svenska. Den engelsktextade versionen har dock vid flera tillfällen visats i samband med olika svenska filmevenemang, bland annat februari 2014 i Umeå.
Berättelsens främmande värld Agartha har namnet gemensamt med den legendariska världen inuti vår egen ihåliga planet. Agartha återkom åtta år senare som namnet på just en sådan värld i Shinkais långfilm Hoshi wo ou kodomo ("Barn på jakt efter stjärnor"), en film som redan i titeln delar vissa teman med Shinkais Hoshi no koe.

## Manga
Makoto Shinkai skrev senare en manga baserad på Hoshi no koe och publicerade den i det japanska förlaget Kodanshas tidning Afternoon. Ett kapitel i månaden utkom mellan februari och december år 2004. Handlingen börjar på samma sätt som animen och fortsätter något längre. Serien tecknades av Mizu Sahara, och den engelska översättningen gjordes av Tokyopop.

## Priser
- 2002 - Digital Contents Grand Prix - Image Design Award
- 2002 - Tokyo International Animation Fair #21 - Grand Prize Award, Public Category[2]
- 2002 - Animation Kobe #7 - Award for Packaging[2]
- 2002 - Agency for Cultural Affairs - Media Arts-festivalen - Digital Arts Special Prize[2]
- 2002 - Japan Otaku Award - Gunbuster Award
- 2002 - AMD Award - Bästa regissör
- 2003 - Seiun Award - Årets bästa media